# Первый мститель: Другая война
«Пе́рвый мсти́тель: Друга́я война́» (англ. Captain America: The Winter Soldier — «Капитан Америка: Зимний Солдат») — американский художественный фильм 2014 года режиссёров Энтони и Джо Руссо. Сценарий написали Кристофер Маркус и Стивен Макфили по комиксам Marvel о приключениях супергероя Капитана Америка. Продолжение кинокомикса «Первый мститель», 9-я по счёту картина медиафраншизы «Кинематографическая вселенная Marvel» (КВM) и третья во Второй фазе. Главные роли сыграли Крис Эванс, Скарлетт Йоханссон, Роберт Редфорд и Сэмюэл Л. Джексон. По сюжету Стив Роджерс вместе с Наташей Романофф и Сэмом Уилсоном пытается раскрыть заговор внутри организации «Щ.И.Т.». Герои сталкиваются с таинственным убийцей, известным как Зимний солдат.
Маркус и Макфили начали писать сценарий сиквела в июле 2011 года в преддверии выхода «Первого мстителя». Они вдохновлялись сюжетной аркой Эда Брубейкера «Зимний солдат» и конспирологическими фильмами 1970-х годов, включая «Три дня Кондора». Братья Руссо стали режиссёрами в июне 2012 года. Через месяц начался кастинг. Съёмки стартовали в апреле 2013 года в Лос-Анджелесе. Также они проводились во Вашингтоне и Кливленде. 2500 кадров с визуальными эффектами создавались шестью студиями.
Премьера кинокомикса состоялась в голливудском театре «Эль-Капитан» 13 марта 2014 года. В США фильм вышел в прокат 4 апреля. Картина получил положительные отзывы критиков. Они хвалили игру актёров, экшн-сцены, сюжетную линию и темы. Фильм номинировался на «Оскар» за лучшие визуальные эффекты. Лента собрала в прокате 714 миллионов долларов и стала седьмым кассовым фильмом 2014 года.

## Сюжет
После битвы за Нью-Йорк Стив Роджерс пытается приспособиться к современной жизни в Вашингтоне. На утренней пробежке он знакомится с Сэмом Уилсоном, бывшим десантником Вооружённых сил США. После знакомства, Роджерс, возглавляющий команду «У.Д.А.Р.» и его напарница Наташа Романофф спасают заложников с корабля «Лемурианская звезда». Во время миссии, Романофф извлекает секретные файлы организации «Щ.И.Т.» на флешку. В штаб-квартире «Щ.И.Т.», директор Ник Фьюри рассказывает Стиву о проекте «Озарение», предназначенном для уничтожения вражеских целей ещё до совершения ими преступления, при помощи трёх Геликарриеров нового поколения. Ник пытается рассекретить данные на флешке, но доступ к ним оказывается ограничен. Фьюри встречается с Александром Пирсом — председателем Совета мировой безопасности и предлагает ему отложить проект «Озарение».
По пути на встречу с Марией Хилл, на Фьюри совершают нападение, но последний момент он сбегает в дом Роджерса. Во время их разговора, Фьюри тяжело ранит таинственный агент с металлической рукой. Фьюри отдаёт Стиву некую флешку и просит никому не доверять и после этого умирает в больнице. Стива вызывают на беседу к Пирсу. Александр спрашивает Роджерса о Фьюри, но тот отказывается отвечать. Стив уходит, и в лифте на него нападают агенты команды «У.Д.А.Р.», однако Роджерс одолевает их и сбегает из организации «Щ.И.Т.». Стив встречается с Наташей в больнице, где он оставил флешку. Она рассказывает ему об агенте под кодовым именем «Зимний солдат», убившему Фьюри, после чего они вместе пытаются разобраться в ситуации. Наташа узнаёт месторасположение, откуда на флешку был загружен файл — это лагерь «Лихай» в Нью-Джерси, где в 1940-х тренировался Стив. Они отправляются туда и обнаруживают в бункере искусственный интеллект Арнима Золы, который сообщает им, что организация «Гидра» была внедрена в организацию «Щ.И.Т.», и в течение многих лет устраивала кризисы и происшествия, меняя таким образом историю. Агенты «Гидры» вычисляют месторасположение Стива и Наташи при помощи флешки, и запускают в них ракету с термобарическим зарядом, которая уничтожает лагерь и ИИ Арнима Золы, однако Стив и Наташа выживают и скрываются у Сэма Уилсона.
Стив, Наташа и Сэм крадут крылья Сэма и, выследив агента «Гидры» Джаспера Ситуэлла, узнают, что «Гидра» намерена использовать проект «Озарение» для уничтожения людей, которые могут помешать им захватить власть в стране. По пути в «Щ.И.Т.», на них нападает Зимний Солдат, убивает Джаспера Ситуэлла и нападает на Стива и Наташу. После небольшого сражения, выясняется, что Зимним Солдатом все это время был Джеймс «Баки» Барнс — старинный друг Стива Роджерса, который на самом деле не погиб и был найден агентами «Гидры». Вследствие того, что при падении Барнс потерял левую руку, ему сделали металлический протез руки, и изменили сознание, внедрив в его голову программу «Зимний Солдат». Барнс сбегает, а Стива, Наташу и Сэма захватывают агенты команды «У.Д.А.Р.». Троица сбегает при помощи Марии Хилл и приходит к тяжелораненому Нику Фьюри, который на самом деле не погиб, а лишь инсценировал свою смерть при помощи лекарства, замедляющего пульс до одного удара в минуту. Фьюри, Мария, Стив, Наташа и Сэм разрабатывают план по уничтожению Геликэрриеров, заключающийся в замене систем наведения кораблей на системы наведения, подконтрольные Фьюри и Марии.
Стив, Сэм и Мария выдвигаются к Геликэрриерам, а Наташа маскируется под одного из члена Совета национальной безопасности. Стив раскрывает правду о «Гидре» всему штабу «Щ.И.Т.» и отправляется к Геликэрриерам. Наташа обезвреживает Пирса, отменяет протоколы безопасности и выкладывает все файлы организаций «Щ.И.Т» и «Гидра» в интернет. Брок Рамлоу — командир команды «У.Д.А.Р.» запускает Геликэрриеры в воздух. Кэпу и Сэму удаётся поменять систему наведения на двух из трёх Геликэрриеров, однако последний встречается с Рамлоу, и нападает на него. В штаб-квартиру «Щ.И.Т.» прибывает Ник Фьюри и помогает расшифровать протоколы безопасности. Пирс убивает членов Совета национальной безопасности и угрожает убить Романофф, но она поражает себя электрошокером, и в этот момент Фьюри убивает Пирса. На третьем Геликэрриере Стив встречается с Баки Барнсом, и после сражения между ними ему удаётся поменять систему наведения на последнем корабле. После этого, корабли нацеливаются и уничтожают друг друга в воздухе. В результате этого, корабли падают на здание организации «Щ.И.Т.», заваливая обломками Брока Рамлоу, при этом Сэму удаётся спастись. Стив спасает Барнса, однако тот нападает на Стива. В результате разрушений корабля, Стив падает в реку, но его спасает Барнс и уходит.
После этого участников организации «Гидра» арестовывают по всему миру. Романофф даёт показания на счёт своих действий и действий Роджерса комитету по национальной безопасности, Фьюри вылетает в Европу для разбирательства на счёт «Гидры», а Стив, вместе с Сэмом отправляется на поиски Баки Барнса.
В первой сцене после титров барон Вольфганг фон Штрукер сообщает, что наступила «эра чудес», и наблюдает за близнецами Вандой и Пьетро Максимофф, тестирующими новоприобретённые способности.
Во второй сцене после титров, Баки Барнс приходит на выставку, посвящённую Капитану Америка и его команде «Воющие Коммандос».

## В ролях
| Актёр                 | Роль                             |
| --------------------- | -------------------------------- |
| Крис Эванс            | Стив Роджерс / Капитан Америка   |
| Скарлетт Йоханссон    | Наташа Романофф / Чёрная вдова   |
| Сэмюэл Л. Джексон     | Ник Фьюри                        |
| Роберт Редфорд        | Александр Пирс                   |
| Себастиан Стэн        | Баки Барнс / Зимний солдат       |
| Энтони Маки           | Сэм Уилсон / Сокол               |
| Коби Смолдерс         | Мария Хилл                       |
| Фрэнк Грилло          | агент Брок Рамлоу                |
| Максимилиано Эрнандес | агент Джаспер Ситуэлл            |
| Эмили Ванкэмп         | агент Шэрон Картер               |
| Хейли Этвелл          | Пегги Картер                     |
| Тоби Джонс            | Арним Зола                       |
| Дженни Эгаттер.       | член Совета безопасности Хоули   |
| Бернард Уайт          | член Совета безопасности Сингх   |
| Алан Дэйл             | член Совета безопасности Рокуэлл |
| Чин Хань              | член Совета безопасности Йен     |
| Каллэн Мулвей.        | агент Джек Роллинс               |
| Жорж Сен-Пьер.        | Жорж Батрок                      |
| Гарри Шендлинг        | сенатор Стерн                    |

| Актёр                             | Роль                                                |
| --------------------------------- | --------------------------------------------------- |
| Аарон Химельштейн                 | агент Камерон Клейн                                 |
| Д.С. Пирсон                       | сотрудник Apple Аарон                               |
| Бранка Катич                      | домработница Рената                                 |
| Анджела Руссо                     | Гарсия                                              |
| Джо Руссо                         | доктор Файн                                         |
| Стивен Калп                       | конгрессмен Уэнам                                   |
| Нестор Серрано                    | генерал Скаддер                                     |
| Гэри Синиз                        | рассказчик в музее Смитсоновского института (голос) |
| Роберт Клотуорти                  | компьютер в машине Фьюри (голос)                    |
| Стэн Ли                           | охранник в музее (камео)                            |
| Пэт Хили и Эд Брубейкер           | учёные ГИДРЫ (камео)                                |
| Кристофер Маркус и Стивен Макфили | дознаватели Щ.И.Т.а (камео)                         |
| Томас Кречман                     | барон Вольфганг фон Штрукер (камео)                 |
| Генри Гудман                      | доктор Лист (камео)                                 |
| Аарон Тейлор-Джонсон              | Пьетро Максимофф / Ртуть (камео)                    |
| Элизабет Олсен                    | Ванда Максимофф / Алая Ведьма (камео)               |

## Создание

### Сценарий
«Мы наняли режиссёров второго Кэпа как раз по этой причине – они проявили недюжинный энтузиазм к идее преподнести политический триллер из 70-х годов под маской современного боевика про супергероев. Мы и первый фильм снимали с похожей методикой – наняли Джо Джонстона из-за того, что он откликнулся на наше предложение снять фильм про Вторую мировую войну в духе 40-х годов, и скрыть его под пеленой супергеройского блокбастера. Меня безумно интригует вот эта смена жанров от одного фильма к другому. Это весело. В комиксах постоянно так делают.»
«Первый мститель» стал последним фильмом перед «Мстителями», который объединил в себе персонажей сразу пяти фильмов: «Невероятный Халк», два фильма «Железный человек», а также «Тор» и «Первый мститель». В апреле 2011 года Кевин Файги заявил, что после «Мстителей» «Капитан Америка продолжит изучать современный мир в своём новом фильме», а в том же месяце сценаристы Стивен Макфили и Кристофер Маркус сообщили, что начали работу над сценарием продолжения фильма для Marvel Studios. В интервью в июне 2011 года дуэт рассказал о том, что действие фильма будет происходить в современное время, однако возможны флешбэки во времена Второй мировой. Джо Джонстон рассказал, что в случае, если Marvel предложит ему вернуться в качестве режиссёра сиквела, он хотел бы вписать в сюжет Зимнего солдата, а также заинтересован в том, чтобы в перспективе снять отдельный фильм о Баки и его дальнейшей судьбе.
В августе 2011 года Кристофер Маркус и Стивен Макфили сообщили, что в сиквеле, вероятно, появится Сокол, а действие будет происходить либо в современное время с небольшими отсылками ко Второй мировой войне, либо полностью в 1940-х годах во время трёхлетнего периода, описываемого в первом фильме. Также создатели думают над вопросом целесообразности введения Шэрон Картер и сюжетной линии их романических отношений с Капитаном в случае, если события фильма всё же будут происходить в настоящее время. В сентябре Крис Эванс рассказал, что заключил контракт на съёмки в шести фильмах в роли Стива Роджерса, которые «скорее всего» будут разделены на две трилогии — о Мстителях и о Капитане Америке. Он также добавил, что сиквел не выйдет раньше 2014 года. В октябре оба сценариста сообщили, что в предварительных наработках ориентируются на события «Мстителей» и планку, установленную Джоссом Уидоном, и потому события сиквела, в первую очередь, будут происходить в современное время.

### Подготовка
В марте 2012 года Walt Disney Pictures сократили количество потенциальных претендентов на кресло режиссёра до трёх кандидатов: Джордж Нолфи, известный по фильму «Меняющие реальность», Феликс Гэри Грей, известный работой над фильмом «Ограбление по-итальянски» и братьями Энтони и Джо Руссо, известными по телесериалу «Сообщество». 5 апреля 2012 года студия объявила дату релиза сиквела — 4 апреля 2014 года, а ранее актёр Нил Макдонаф сообщил, что съёмки ориентировочно начнутся после съёмок «Тора 2» до конца 2012 года. В июне 2012 года братья Руссо были объявлены режиссёрами сиквела. В июле 2012 года на Comic-Con было объявлено официальное название сиквела — «Капитан Америка: Зимний солдат». В сиквеле снова появится Сэмюэль Л. Джексон в роли Ника Фьюри, а в июле переговоры о роли в фильме начал актёр Энтони Маки, который сыграл Сокола.
В январе 2013 Хэйли Этвелл, сыгравшая Пегги Картер в фильме «Первый мститель», сказала, что она не появится в сиквеле. Однако Стэнли Туччи, сыгравший доктора Абрахама Эрскина в предыдущем фильме, сказал, что Этвелл вновь появится во флешбэк-сцене. Также в январе Marvel Studios объявила, что фильм будет выпущен в формате 3D, а Энтони Маки сказал, что съёмки начнутся 1 апреля 2013. Позднее в том же месяце Тоби Джонс, игравший Арнима Золу в первом фильме, сказал, что он вернётся к этой роли в сиквеле. В конце месяца стало известно, что павильоны для съёмок фильма строятся на киностудии Raleigh Manhattan Beach Studios.
В феврале 2013 Эмили Ванкэмп начала переговоры о получении главной женской роли фильма. Позднее в том же месяце продюсер Кевин Файги описал фильм, как политический триллер. В марте Deadline.com сообщил, что Максимилиано Эрнандес вернётся к роли агента Щ. И. Т. Джаспера Ситуэлла, которого он играл в фильмах «Тор» и «Мстители». На следующий день тот же сайт сообщил, что Роберт Редфорд ведёт переговоры о присоединении к актёрскому составу фильма в роли высокопоставленного члена Щ. И. Т.. Редфорд подтвердил, что появится в фильме и сказал, что заинтересовался этим фильмом, потому что он отличается от его обычной работы. В конце марта стало известно, что боец UFC Жорж Сен-Пьер присоединился к актёрскому составу фильма в роли Батрока Прыгуна.

### Съёмки

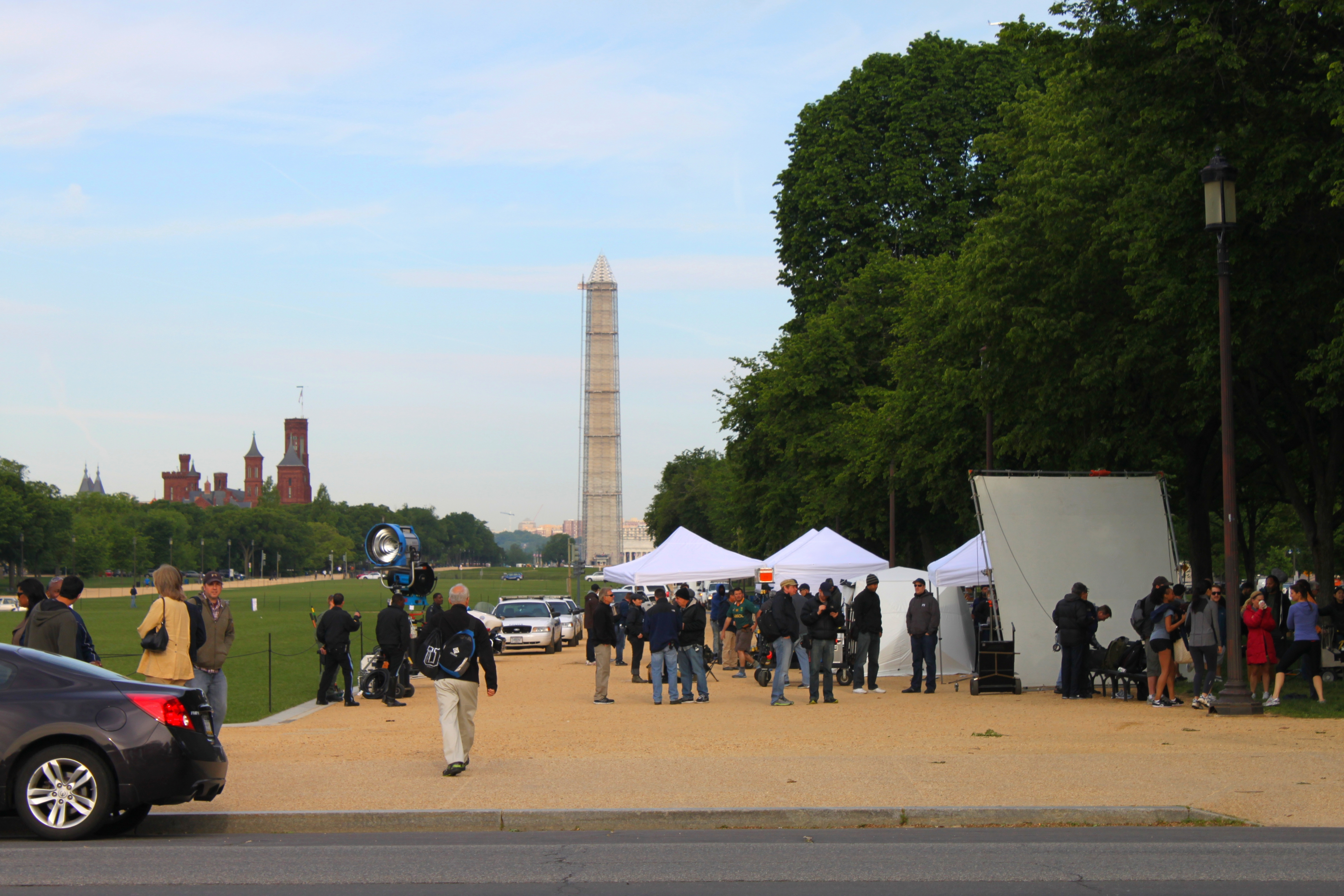
Съёмочная площадка фильма на Национальной аллее.

Съёмки начались 1 апреля 2013 года на киностудии Raleigh Manhattan Beach Studios в Манхэттен Бич, Калифорния под рабочим названием «Freezer Burn». 14 мая 2013 производство фильма переместилось в Вашингтон (округ Колумбия), где съёмки проходили на Национальной аллее и на Мосту Теодора Рузвельта. На следующий день на съёмочной площадке был замечен Гарри Шендлинг, вернувшийся к роли сенатора Стерна, которого он играл в фильме «Железный человек 2». Другие места съёмок в Вашингтоне включали в себя Отель Уиллард и Дюпон Сёркл.
17 мая съёмки начались в Кливленде. Места съёмок в Кливленде включали в себя Cleveland Memorial Shoreway, Южные очистные сооружения в Каиахога Хайтс и кладбище Лейк Вью. Съёмки также проходили рядом со зданием Федерального резервного банка Кливленда, Публичной библиотекой Кливленда, Государственным университетом Кливленда и снаружи Кливленд-Аркады. Основные съёмки закончились 27 июня.
Трент Опалок, известный своей работой над фильмами «Район № 9» и «Элизиум — рай не на Земле» был назначен оператором-постановщиком. Опалок признался, что для того, чтобы подражать политическим триллерам 1970-х годов, которые послужили основным источником вдохновения для сценаристов и режиссёров, были предприняты попытки привнести реализм с помощью «классического кадрирования и натуралистического освещения», а съёмки велись ручными камерами. Для достижения этой цели Опалок использовал Alexa Plus 4:3 Panavision с анаморфными линзами и рекордером Codex Digital. Боевые сцены были поставлены в течение нескольких месяцев. Их целью было показать сверхчеловеческие возможности Капитана Америки и «отойти от импрессионистических действий в специфике».
В отличие от быстрого смещения кадров и коротких боевых сцен современных боевиков, «Первый мститель: Другая война» должен был показать длительные поединки, чтобы выглядеть более висцеральным и опасным. Руссо упомянул, что черпали вдохновение из сцены с ограблением банка из фильма «Схватка» 1995 года, а также боевых сцен, поставленных Брайаном Де Пальмой, режиссёром фильма «Миссия невыполнима». Примерами таких сцен стали засада на Ника Фьюри и драка в лифте.

### Пост-продакшн
Досъёмки проходили с декабря 2013 года по январь 2014 года. Режиссёр «Мстителей» и «Мстителей: Эра Альтрона» Джосс Уидон написал и отснял сцену после титров с участием Элизабет Олсен (Ванда Максимофф), Аарона Тейлора-Джонсона (Пьетро Максимофф) и Томаса Кречмана (барон Вольфганг фон Штрукер). По словам Энтони Маки, братья Руссо пытались минимизировать использование компьютерной графики. Тем не менее, в создании визуальных эффектов фильма участвовали шесть студий, в том числе Industrial Light & Magic (ILM), Scanline VFX, Lola Visual Effects, Luma Pictures, Whiskytree и The Embassy. Превизуализацией занималась Proof. В фильме было задействовано 2500 кадров с графикой. ILM занималась цифровыми двойниками, включая Сокола, и созданием геликарриеров; Lola VFX — сценами Стива Роджерса до введения сыворотки в этом фильме и «Первом мстителе» и кадрами с пожилой Пегги Картер.

### Музыка
В июне 2013 года Генри Джекман официально объявил себя композитором фильма. Потратив около шести месяцев на написание музыки для фильма, Джекман записал альбом в Air Studios в Лондоне во второй половине 2013 года. О музыке Джекман сказал: «… это 50 % производства и все приемы, которым я научился, проведя годы в индустрии звукозаписи, но кроме того, в неё также добавлена симфоническая, тематическая, героическая музыка, которая все сливает в одно музыкальное и, надеюсь, связное произведение».
Музыка получила чрезвычайно негативные отзывы критиков, причём большая часть критики была направлена на чрезмерное использование Джекманом электронных звуков и отсутствие тем Алана Сильвестри из саундтрека «Первый мститель» (2011).

## Маркетинг
В июле 2013 года Marvel опубликовала потёртый и обесцвеченный щит Капитана Америки. Los Angeles Times сказала, что «изображение подразумевает, что он [Капитан Америка] ввяжется в серьёзную битву в сиквеле». Rolling Stone сделала вывод, что «изображение намекает на тёмные темы в сиквеле». Спустя месяц глава и продюсер Marvel Studios Кевин Файги, режиссёры Энтони и Джо Руссо, а также актёрский состав, состоящий из Криса Эванса, Скарлетт Йоханссон, Сэмюэля Л. Джексона, Себастиана Стэна, Энтони Маки, Коби Смолдерс, Эмили Ванкэмп и Фрэнка Грилло, появились на панели Marvel Studios «Комик-Коне-2013» в Сан-Диего и представили кадры из фильма. Кроме того, Marvel представила выставку с костюмами Капитана Америки и Ревущей команды в Смитсоновском институте. В конце месяца Marvel анонсировала «Первый мститель: Другая война» наряду с другими фильмами второй фазы на Disney XD.
В августе 2013 года Файги, Эванс, Стэн и Маки представили фильм на D23 Expo. В сентябре 2013 года Marvel объявила, что она продолжит сотрудничать с Harley-Davidson, как и в фильме «Первый мститель», а Капитан Америка будет ездить на Softail в сиквеле.

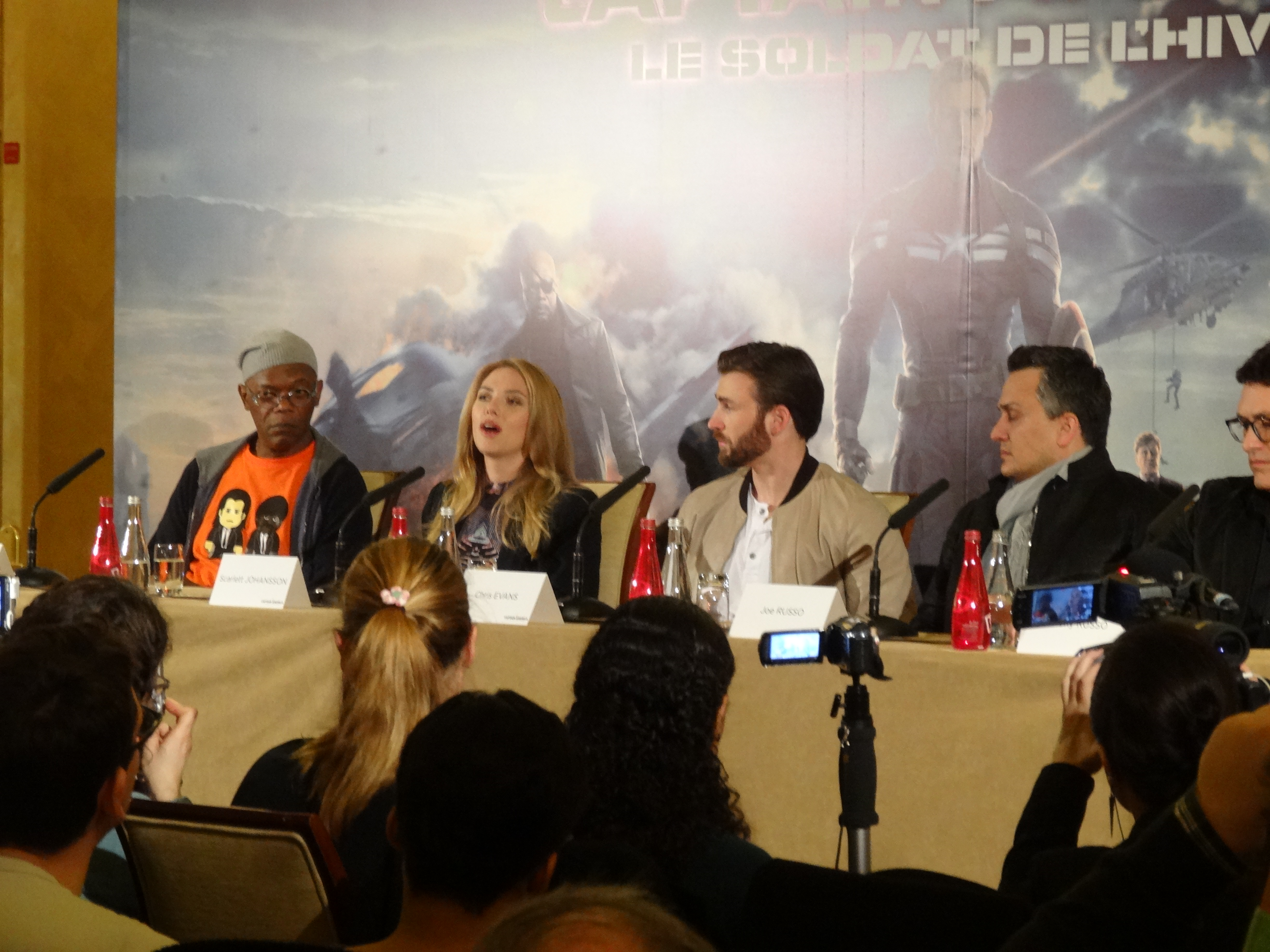
Джексон, Йоханссон, Эванс, и братья Руссо продвигают фильм в Париже, в марте 2014 года.

В октябре 2013 года Marvel опубликовала первый трейлер фильма. The Los Angeles Times отметила, что за день до выхода трейлера студия выпустила «тизер трейлера». Трейлер заработал 23,5 миллионов просмотров в течение 24 часов после его выхода. В ноябре 2013 года Джед Уидон, сосоздатель сериала «Агенты Щ.И.Т.», заявил, что события фильма окажут влияние на сюжет сериала, а в последних сериях первого сезона появится Ник Фьюри.
В январе 2014 Дисней объявила, что в честь фильма Капитан Америка появится в Диснейленде. Мероприятие прошло 7 марта 2014 в «Innoventions» и получило название Капитан Америка: Живая легенда и символ мужества. В январе Marvel также выпустила комикс-прелюдию под названием Marvel’s Captain America: The Winter Soldier Infinite Comic, написанный Питером Дэвидом и проиллюстрированный Роком-Хи Кимом. Комикс рассказал о «Зодиаке», таинственном оружии, о котором впервые упоминалось в Marvel One-Shot Агент Картер. Капитан Америка, Чёрная вдова и Рамлоу получили задание отыскать оружие и вернуть Щ.И.Т.у.

## Прокат

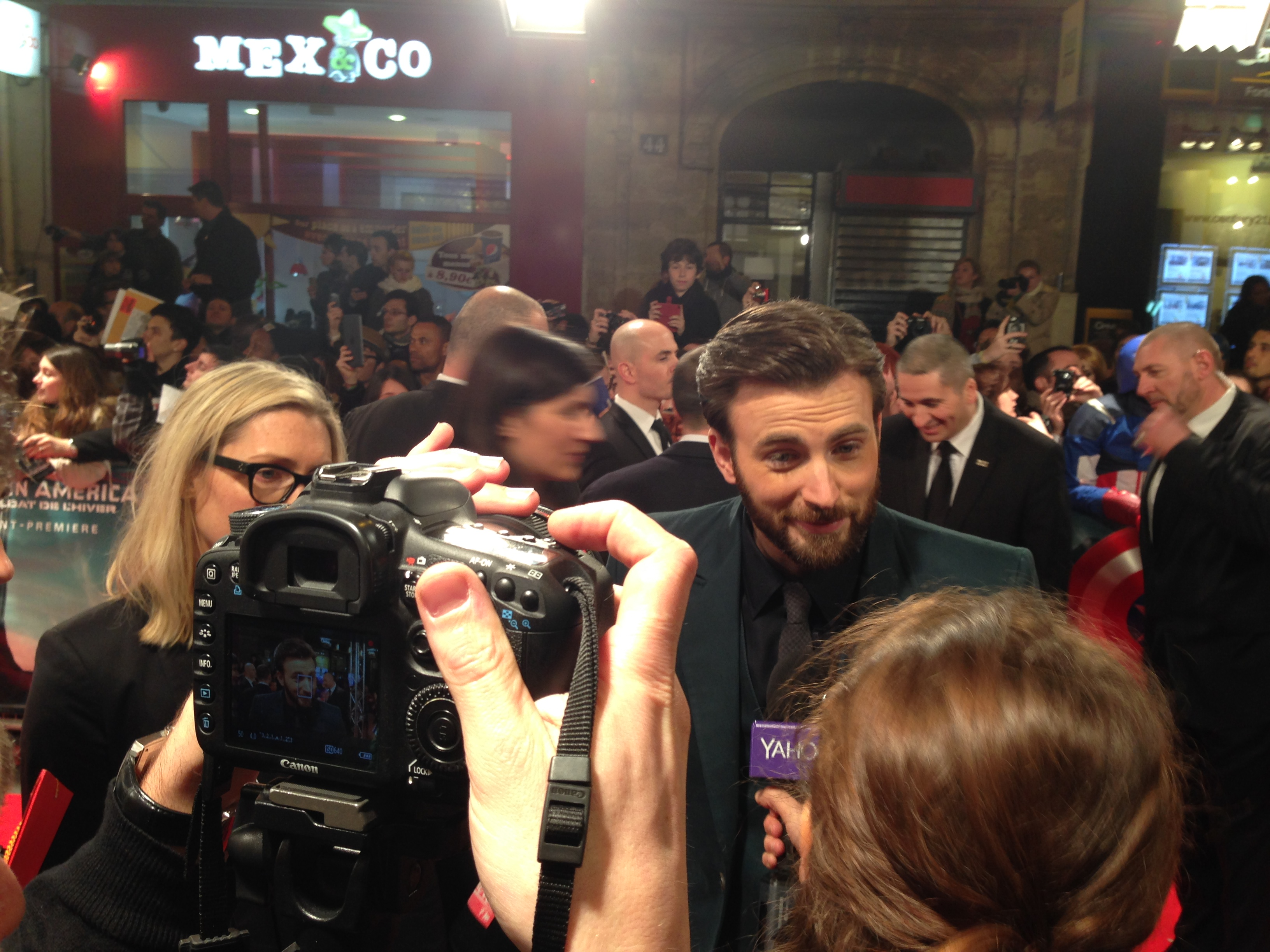
Крис Эванс на парижской премьере фильма Первый мститель: Другая война.

«Первый мститель: Другая война» был выпущен на территории 32 стран 26 марта 2014 года, а в Северной Америке фильм вышел 4 апреля 2014 года в форматах 2D, 3D и IMAX 3D. Фильм дебютировал в 668 IMAX кинотеатрах по всему миру, что стало рекордом для фильмов, выпущенных в апреле. Мировая премьера состоялась 13 марта 2014 года в театре Эль-Капитан в Голливуде, штат Калифорния. Парижская премьера состоялась 17 марта в Гран-Рекс, в Лондоне — 20 марта в Уэстфилд Лондоне. В Пекине фильм вышел 24 марта, а в Кливленде премьера состоялась 1 апреля. На одном из аукционов разыгрывались билеты на премьерный показ, включавший в себя встречу с Крисом Эвансом и Скарлетт Йоханссон.

### Издания
«Первый мститель: Другая война» был выпущен Walt Disney Studios Home Entertainment для цифрового распространения 19 августа 2014 года на Blu-ray, Blu-ray 3D. 9 сентября 2014 года фильм бы выпущен на DVD. Физические носители включили в себя: короткометражные сцены, аудиокомментарии, удалённые сцены и блуперсы.
Фильм также вошёл в тринадцатидисковый комплект Marvel Cinematic Universe: Phase Two Collection вместе со всеми вышедшими на тот момент фильмами кинематографической вселенной Marvel. Он планируется к выпуску в конце 2015 года.

## Реакция

### Кассовые сборы
«Первый мститель: Другая война» собрал $259 766 572 в Северной Америке и, по оценкам, $454 497 695 в других странах, что в общей сложности составило $714 264 267. Он стал седьмым в списке самых кассовых фильмов 2014 года. По оценкам Deadline.com чистая прибыль составила $166 200 000, поместив фильм на девятое место в списке «Самых ценных блокбастеров».

### Критика
Фильм получил положительные отзывы от критиков. На сайте Rotten Tomatoes его рейтинг «свежести» составляет 90 % со средней оценкой в 7,6 баллов из 10 на основе 292 рецензий. Metacritic, который выставляет оценки на основе среднего арифметического взвешенного, дал фильму 70 баллов из 100 на основе 48 рецензий, оставив «в целом благоприятные отзывы». По данным сайта CinemaScore, зрители поставили фильму оценку «A» по шкале от «A+» до «F».
Тодд Маккартни из The Hollywood Reporter сказал, что фильм «принимает смелое (для Marvel) решение по снижению CGI зрелища до относительного минимума в пользу возрождения удовольствия от интенсивной старой школы действия, развития персонажа и интригующей неопределённости». Скотт Фундас из Variety охарактеризовал фильм в своей рецензии как «полный задыхания от кульминаций, диктуемых жанром, но в равной степени богатый тихими, нежными чертами персонажа, которые сделали первый фильм уникальным среди недавней „пищи“ от Marvel».

### Награды
| Год  | Премия / кинофестиваль       | Категория                             | Получатель(и)                                      | Результат | Ссылка  |
| ---- | ---------------------------- | ------------------------------------- | -------------------------------------------------- | --------- | ------- |
| 2014 | Золотой Трейлер              | Лучший экшен                          | Первый мститель: Другая война                      | Номинация | [ 97 ]  |
| 2014 | Золотой Трейлер              | Лучший тв-ролик с экшеном             | Первый мститель: Другая война                      | Победа    | [ 97 ]  |
| 2014 | Золотой Трейлер              | Лучшая музыка ТВ-ролик                | Первый мститель: Другая война                      | Номинация | [ 97 ]  |
| 2014 | Teen Choice Awards           | Выбор фильма: фантастика/фэнтези      | Первый мститель: Другая война                      | Номинация | [ 98 ]  |
| 2014 | Teen Choice Awards           | Выбор киноактёра: фантастика/фэнтези  | Крис Эванс                                         | Номинация | [ 98 ]  |
| 2014 | Teen Choice Awards           | Выбор киноактрисы: фантастика/фэнтези | Скарлетт Йоханссон                                 | Номинация | [ 98 ]  |
| 2014 | Молодой Голливуд             | Супер супергерой                      | Крис Эванс                                         | Номинация | [ 99 ]  |
| 2015 | Critics' Choice Movie Awards | Лучший экшен-фильм                    | Первый мститель: Другая война                      | Номинация | [ 100 ] |
| 2015 | Critics' Choice Movie Awards | Лучший киноактёр в экшен-фильме       | Крис Эванс                                         | Номинация | [ 100 ] |
| 2015 | People’s Choice Awards       | Лучший фильм                          | Первый мститель: Другая война                      | Номинация | [ 101 ] |
| 2015 | People’s Choice Awards       | Лучшая киноактриса                    | Скарлетт Йоханссон                                 | Номинация | [ 101 ] |
| 2015 | People’s Choice Awards       | Лучший кинодуэт                       | Крис Эванс и Скарлетт Йоханссон                    | Номинация | [ 101 ] |
| 2015 | People’s Choice Awards       | Лучший экшен-фильм                    | Первый мститель: Другая война                      | Номинация | [ 101 ] |
| 2015 | People’s Choice Awards       | Лучший киноактёр экшен-фильма         | Крис Эванс                                         | Победа    | [ 101 ] |
| 2015 | People’s Choice Awards       | Лучшая киноактриса экшен-фильма       | Скарлетт Йоханссон                                 | Номинация | [ 101 ] |
| 2015 | Оскар                        | Лучшие визуальные эффекты             | Дэн дер Леу, Расселл Эрл, Брайан Грилл и Дэн Судик | Номинация | [ 102 ] |
| 2015 | Сатурн                       | Лучший фильм, основанный на комиксах  | Первый мститель: Другая война                      | Номинация | [ 103 ] |
| 2015 | Сатурн                       | Лучший режиссёр                       | Джо и Энтони Руссо                                 | Номинация | [ 103 ] |
| 2015 | Сатурн                       | Лучший сценарий                       | Кристофер Маркус и Стивен Макфили                  | Номинация | [ 103 ] |
| 2015 | Сатурн                       | Лучший киноактёр                      | Крис Эванс                                         | Номинация | [ 103 ] |
| 2015 | Сатурн                       | Лучший киноактёр второго плана        | Энтони Маки                                        | Номинация | [ 103 ] |
| 2015 | Сатурн                       | Лучший киноактёр второго плана        | Сэмюэл Л. Джексон                                  | Номинация | [ 103 ] |
| 2015 | Сатурн                       | Лучшая киноактриса второго плана      | Скарлетт Йоханссон                                 | Номинация | [ 103 ] |
| 2015 | Сатурн                       | Лучшая музыка                         | Генри Джекман                                      | Номинация | [ 103 ] |
| 2015 | Сатурн                       | Лучший монтаж                         | Джеффри Форд and Мэттью Шмидт                      | Номинация | [ 103 ] |
| 2015 | Сатурн                       | Лучшая работа художника               | Питер Уэнэм                                        | Номинация | [ 103 ] |
| 2015 | Сатурн                       | Лучший спецэффекты                    | Дэн дер Леу, Расселл Эрл, Брайан Грилл и Дэн Судик | Номинация | [ 103 ] |
| 2015 | Империя                      | Лучший триллер                        | Первый мститель: Другая война                      | Номинация | [ 104 ] |
| 2015 | MTV Movie Awards             | Лучшая драка                          | Крис Эванс против Себастиана Стэна                 | Номинация | [ 105 ] |
| 2015 | MTV Movie Awards             | Лучший поцелуй                        | Скарлетт Йоханссон и Крис Эванс                    | Номинация | [ 105 ] |

## Продолжение
«Первый мститель: Противостояние» вышел 6 мая 2016 года, а братья Руссо вернулись в качестве режиссёров. Эванс, Йоханссон, Стэн, Маки, Ванкэмп и Грилло повторили свои роли. К актёрскому составу присоединились: Роберт Дауни-младший в роли Тони Старка / Железного человека, Пол Беттани в роли Вижна, Джереми Реннер в роли Клинта Бартона / Соколиного глаза, Дон Чидл в роли Джеймса «Роуди» Роудса / Воителя, Элизабет Олсен в роли Ванды Максимофф / Алой ведьмы и Пол Радд в роли Скотта Лэнга / Человека-муравья; все персонажи из предыдущих фильмов КВМ.